# Koen Kuijken
Koenraad Honoraat (Koen) Kuijken (1963) is een Belgisch-Nederlands sterrenkundige.

## Levensloop
In 1988 promoveerde Kuijken aan de Universiteit van Cambridge, onder begeleiding van Gerard F. Gilmore. Hierna was hij korporaal bij de Belgische luchtmacht en werkte onder andere in Canada (1989–1991), en als Hubble-fellow aan het Harvard-Smithsonian Center for Astrophysics. In 1994 kwam hij naar Nederland, waar hij aan de Rijksuniversiteit Groningen werd benoemd tot assistent hoogleraar en daarna tot hoogleraar (1999).
Kuijken ontving de Pastoor Schmeitsprijs in 1998. In 2016 werd hij verkozen tot lid van de Koninklijke Hollandsche Maatschappij der Wetenschappen (KHMW).
In 2002 werd hij hoogleraar aan de Universiteit Leiden. Van 2007 tot 2012 was hij wetenschappelijk directeur van de Sterrewacht Leiden. Hij onderzoekt met name donkere materie, de dynamica van sterrenstelsels en gravitatielenzen.
Planetoïde (12951) Koenkuijken is naar hem vernoemd.